# FK Čukarički Beograd

FK Čukarički srbijanski je nogometni klub iz Beograda. Trenutačno se natječe u Superligi Srbije, nakon što se u sezoni 2012./13. plasirao kao drugoplasirani iz Prve lige.
Osnovan je 4. srpnja 1926. u radničkom dijelu stare Čukarice u kavani Majdan. Prema osnivačkom programu dobio je ime ČSK – Čukarički sportski klub, određene su mu crno-bijele klupske boje koje su ostale i do danas. 
Klupske boje 1932. bile su bijela i crna, a klupska adresa Zrmanjska ulica 18 u Čukarici.
U početku klub je trenirao i igrao na terenima oko Vilimana i Makišu, i u Prepolovačkoj ulici na Mihajlovcu. S vremenom su klupske prostorije nađene u Zrmanjskoj ulici, a teren ispod Sokolane. Poslije Drugog svjetskog rata igralište se nalazilo na Banovom brdu pored tržnice, a od 1969. na mjestu današnjeg stadiona.
U godinama koje su slijedile, klub se natjecao u nižim ligama da bi, plasmanom u Prvu nogometnu ligu, u sezoni 1995./96., Čukarički zabilježio najveći uspjeh u sedam desetljeća dugom postojanju. Prije toga, 1992. godine, Čukarički osvaja Kup Beograda, a 1996. i 1997. godine, zahvaljujući dobrom plasmanu u Prvoj ligi, klub izlazi i na europsku nogometnu scenu gdje se natječe u Intertoto kupu. Ipak istu sezonu kad je igrao u Intertoto kupu (1997./98.) Čukarički je završio na predzadnjem mjestu u Prvoj ligi SRJ, a zatim je u doigravanju za opstanak poražen od Radničkog iz Kragujevca. 
Čukarički se u Prvu ligu vratio već sezone 1999./00. i zauzeo izvrsno šesto mesto, u sezoni 2001./02. bio je samo jedno mjesto iznad zone ispadanja, ali već iduće sezone 2002./03. Čukarički nije izbjegao ispadanje u niži razred. Opet se u Drugoj ligi zadržao samo jednu sezonu i ponovo se vratio u Prvu ligu u sezoni 2004./05., ali se i tu kratko zadržao jer je zauzeo četrnaesto mjesto i ispao. Iduće dvije sezone proveo je u drugom natjecateljskom razredu, jednu sezonu u Drugoj ligi SCG, koja je 2006. promijenila naziv u Prva liga Srbije, nakon raspada zajedničke države Srbije i Crne Gore.
Čukarički se u prvi razred, sada Superligu Srbije, vratio u sezoni 2007./08., kada je sezonu završio na šestom mjestu. Sljedeće sezone borio se za opstanak i sezonu je završio na trinaestom mjestu na ljestvici, dva mjesta iznad zone ispadanja. U sezoni 2010./11. Čukarički je zauzeo zadnje mjesto u Superligi Srbije i tako nakon tri sezone ispao u niži razred.
Klub je otišao u stečaj u rujnu 2011., pa je stavljen na prodaju na javnoj dražbi po početnoj cijeni od 10.235.200 dinara. Čukarički je u travnju 2012. kupila tvrtka ADOC. Od tada počinje uspon kluba koji je rezultirao i plasmanom u najviši razred natjecanja u sezoni 2013./14. Čukarički je sezone 2013./14. završio na 5. mjestu na ljestvici.
Domaće utakmice Čukarički igra na stadionu Čukaričkog na Banovom brdu, čiji je kapacitet 4.070 gledatelja.
U budućnosti se planira izgradnja novog stadiona za oko 12.000 gledatelja, sa svim pratećim objektima. Projekt za ovaj stadion je već završen.

## Vanjske poveznice
- Čukarički
- Statistika  Arhivirana inačica izvorne stranice od 6. srpnja 2014. (Wayback Machine)
- Rezultati

1. ↑  Izveštaj o radu Jugoslovenskog nogometnog saveza u 1932 godini za XV redovnu godišnju skupštinu od 18-XII-1932 god., Beograd : Jugoslovenski nogometni savez, 1932., str. V.